# ماكاي لاكوس
ماكاي لاكوس (باللاتينية: Mackay Lacus) هي سابع أكبر بحيرة من عدد من البحيرات والبحار الهيدروكربونية التي تم اكتشافها على تيتان أكبر أقمار زحل، تتكون البحيرة من الميثان والإيثان السائلين. تم الكشف عنها بواسطة المسبار الفضائي كاسيني.
تقع ماكاي لاكوس في 78.32° شمالًا و97.53° غربًا على تيتان ويبلغ طولها 180 كم. سُميت على اسم بحيرة ماكاي في أستراليا الغربية.